# Luis Valle
Luis Valle Benítez (Las Palmas, 18 de junho de 1914 –– Las Palmas, 13 de setembro de 1974) foi um futebolista que atuava como meia e treinador espanhol.
Embora tenha sido afetado por conta das guerras ocorridas durante as décadas de 1930 e 1940, Valle se tornou notório por sua carreira futebolística no francês Nice, mas tendo chegado a conquistar títulos no Real Madrid antes de deixar a Espanha para se exilar na França por conta da Guerra Civil Espanhola e a jogar uma partida pela seleção nacional, em 1933.

## Carreira

### Espanha
Luis Valle nasceu no arquipélago espanhol das Ilhas Canárias em 1914, se mudando juntamente com sua família para Madrid em 1931 e depois para a França em 1936 influenciado pela Guerra Civil Espanhola (seu pai, Bernardino Valle y Gracia, que fora prefeito da cidade de Las Palmas entre 1917 e 1920 e deputado a partir de junho de 1931 pela província homônima, pertencia ao partido opositor de Francisco Franco). Antes disso, assim como vários outros jogadores destacados do futebol canário, começou a jogar no clube amador Prince of Asturias antes de rumar para o Athlétic Club Las Palmas em sua cidade natal (um dos cinco clubes que deram origem ao atual Las Palmas em 1949), e também chegou a disputar algumas partidas por outra equipe local, o Real Club Victoria, embora não tenha chegado a ser registrado pelo clube antes de rumar para a capital Madrid em 1931 por conta do cargo de seu pai, e um contrato para jogar pelo Real Madrid, à época, tendo acabado de perder o título 'Real' no nome. Na mesma época, iniciou seus estudos em medicina. Seu irmão Joaquín Valle, que passou a jogar na equipe amadora madridista  por influência sua, cursava direito, e outro irmão, Ricardo, engenharia aeronáutica.
Las Palmas era conhecida na época por formar notáveis jogadores na região. Luis começou no clube jogando no meio de campo, posição que era destinada aos jogadores que demonstravam força e classe por estes serem responsáveis por regirem o jogo tanto no ataque quanto na defesa. Luis era descrito como bastante ágil e resistente, de baixa estatura, mas com pernas fortes, o que logo o tornou um destaque na posição, lhe rendendo fama no restante do país por conta das equipes das outras regiões do país que visitavam a ilha para disputar partidas amistosas. Quando chegou à Madrid, a imprensa madridista destacou seu jogo disposto e entusiasmado, caracterizado por sempre se doar pelo time, acompanhado por uma grande serenidade e segurança e com um toque de bola requintando, com passes precisos e no momento certo.
Valle jogou inicialmente uma temporada na segunda equipe do Real Madrid, o Plus Ultra, que havia sido criada poucos meses antes, antes de ser promovido para a equipe principal em 1932. Já na primeira temporada na equipe, 1932/33, disputou todos os 18 jogos na campanha que terminou com o título do campeonato espanhol, apenas o segundo na história do clube (o primeiro fora conquistado no ano anterior), com Luis sendo um destaque na posição, a qual o clube tinha dificuldade em encontrar jogadores que se enquadrassem na equipe. Três dias após o último jogo pelo certame, jogou sua única partida pela Espanha, no empate em 1 x 1 com a Iugoslávia em Belgrado em 30 de abril de 1933. Embora tenha perdido os sete primeiros jogos da temporada seguinte, 1933/34, marcou seu único gol no campeonato, numa vitória por 4 x 0 sobre o Barcelona, e esteve presente na conquista da Copa do Rei, então conhecida como Copa del Presidente de la República, naquele ano, mas não estando presente na final.[carece de fontes?] Valle só chegou a disputar mais três partidas no espanhol na temporada seguinte, afetado por uma lesão, antes de deixar o clube em 1935 e abandonar seus estudos no quarto ano.

### França
Luis se transferiu para a França e assinou com o francês Racing de Paris em 1936, clube que havia sido campeão francês e da Copa da França no ano anterior. Em 1937 deixou Paris para assinar com o Nice, onde jogava dois ex-companheiros seus da época de Madrid, os míticos Ricardo Zamora e Josep Samitier, que haviam chegado ainda em 1936, e também conseguindo com que seu irmão Joaquín também fosse contratado. Os dois irmãos terminariam jogando juntos por mais de nove anos, com Luis se aposentando em 1946. Apesar disso, embora os dois estejam entre os grandes jogadores da história do clube, –– seu irmão, mesmo mais de 70 anos após deixar o clube, ainda é o maior artilheiro deste, tendo ele marcado 339 gols em 407 jogos –– Luis não obteve nenhum título durante sua estadia (seu irmão teve mais sorte, estando no título da segunda divisão francesa em 1948), com o mais próximo ocorrendo na Copa da França, quando a equipe chegou nas semifinais em 1945.
A passagem de Valle pelo clube, como ocorrera na Espanha por conta da tensão política interna de lá, foi fortemente impactada pela Segunda Guerra Mundial, que não apenas impedia o andamento do futebol regularmente e ameaçava os jogadores de convocação para os exércitos constantemente, mas também contava com interferências constantes do regime de Vichy, com este chegando a desativar os clubes e substituí-los por equivalentes regionais no campeonato para 1943/44 –– com os irmãos Valle jogando pelo Nice-Côte d'Azur, que representava a Costa Azul e ficou apenas em 8º lugar no torneio ––, e a recriação de clubes autorizados a utilizar jogadores profissionais em 1944, o que acabou resultando na inscrição do Nice na segunda divisão do campeonato. Ainda assim, conseguiu disputar 165 jogos pelo campeonato, 18 na Copa da França e mais de 100 amistosos pelo time.
Antes de deixar o Nice, Luis chegou a treinar a equipe entre 1945 e dezembro de 1946 (curiosamente, tanto Zamora quanto Samitier também chegaram a treinar a equipe). Ele voltou à Espanha em 1949, chegando a ser preso por não ter cumprido o serviço militar obrigatório e ser considerado um maçon, contando com um familiar com influência dentro do regime para conseguir sua liberação. Ele virou o treinador do Las Palmas em 1951, que havia sido fundado dois anos antes e disputaria a primeira divisão espanhola pela primeira vez na temporada 1951/52, mas terminando o ano rebaixada após uma campanha que terminou na 15ª colocação com nove vitórias, quatro empates e 17 derrotas, com Luis deixando o clube.[carece de fontes?] Voltou como diretor esportivo em 1959 para mais uma temporada enquanto a equipe era treinada por Marcel Domingo, e chegou a dirigir uma escola de preparação para futebolistas na cidade, antes de se dedicar exclusivamente à profissão de médico, tendo finalizado seus estudos após retornar ao país. Por sua influência no futebol local, em 1 de julho de 2009 a cidade concedeu a ele postumamente a Medalha de Mérito Desportivo.